# Синий слизень
Синий слизень, или голубой слизень, или слизень большой синий, или синюк карпатский (лат. Bielzia coerulans) — вид наземных стебельчатоглазых брюхоногих моллюсков из семейства Limacidae. Единственный представитель рода Bielzia. Эндемик Карпат.

## Описание
В вытянутом состоянии слизень достигает длины от 10 до 14 см. Тело слизня синего, малахитово-зелёного или фиолетово-чёрного цвета. Молодь светло-коричневого окраса с тёмными боковыми полосками.

## Распространение
Вид является эндемиком Карпатских гор в Восточной Европе. Ареал вида охватывает территорию Румынии, Чехии (только Моравия), юга Польши, Словакии и Украины.

## Образ жизни
Вид чаще обитает на земле хвойных, лиственных и смешанных лесов в Карпатах на высоте до 2000 м над уровнем моря. В течение дня слизни прячутся под корой и в пнях. Ночью они становятся активными.

## Размножение
Животные гермафродиты. Спаривание происходит, как правило, в июне — июле. Животные переносят сперму в отличие от других видов семейства Limacidae не от пениса к пенису, а при помощи органа размножения в форме цилиндра длиной примерно от 1,5 см и диаметром 3,5 мм, который вводится в половое отверстие соответственно другого животного. Этот орган близко удерживает животных во время обмена спермой. В одной кладке обычно от 30 до 80 яиц. После откладывания яиц слизни погибают. Молодь зимует. Полностью взрослые слизни появляются в мае.

## Природоохранный статус
В Чехии вид занесён в Красную книгу со статусом уязвимый. МСОП присвоил виду охранный статус «Вызывающие наименьшие опасения» (LC).